# Lamar Hunt U.S. Open Cup de 2004
A Lamar Hunt U.S. Open Cup de 2004 foi a 91ª temporada da competição futebolística mais antiga dos Estados Unidos. Chicago Fire entra na competição defendendo o título.
O campeão da competição foi o Kansas City Wizards, conquistando seu primeiro título, e o vice campeão foi o Chicago Fire.

## Participantes
| Entram na Primeira e Segunda Fase                                                                                               | Entram na Primeira e Segunda Fase | Entram na Primeira e Segunda Fase | Entram na Terceira e Quarta Fase |
| USASA 8 Times | PDL 8 Times | A-League/PSL 8 Times/6 Times | MLS 10 Times |
| USASA - Allied SC - Azzurri FC - Bavarian SC - Chico Rooks - Greek American AA - Legends FC - S.A.C. Wisla - Sacramento Knights | PDL - Chicago Fire Reserves - Boulder Rapids Reserve - Cape Cod Crusaders - Carolina Dynamo - Cocoa Expos - DFW Tornados - Spokane Shadow - South Jersey Barons | A-League - Atlanta Silverbacks - Charleston Battery - Minnesota Thunder - Portland Timbers - Richmond Kickers - Rochester Raging Rhinos - Syracuse Salty Dogs - Virginia Beach Mariners PSL - Charlotte Eagles - New Hampshire Phantoms - San Diego Gauchos - Utah Blitzz - Western Mass Pioneers - Wilmington Hammerheads | - Chicago Fire - Colorado Rapids - Columbus Crew - Dallas Burn - D.C. United - Los Angeles Galaxy - Kansas City Wizards - New England Revolution - New York MetroStars - San Jose Earthquakes |

## Premiação
| Lamar Hunt U.S. Open Cup de 2004        |
| --------------------------------------- |
| KANSAS CITY WIZARDS Campeão (1º título) |